# Espérance Otomo Mendouga
Esperance Sabine Otomo Mendouga (* 11. August 1993) ist eine kamerunische Leichtathletin, die sich auf den Langstreckenlauf spezialisiert hat.

## Sportliche Laufbahn
Erste internationale Erfahrungen sammelte Espérance Otomo Mendouga im Jahr 2024, als sie bei den Afrikameisterschaften im heimischen Douala in 38:22,71 min den fünften Platz im 10.000-Meter-Lauf belegte. 
2024 wurde Otomo Mendouga kamerunische Meisterin im 5000- und 10.000-Meter-Lauf.

## Persönliche Bestzeiten
- 5000 Meter: 18:01,26 min, 5. Mai 2024 in Yaoundé
- 10.000 Meter: 38:22,71 min, 24. Juni 2024 in Douala